# Kerstin Hilbig
Kerstin Hilbig (* 1961 in Hamburg) ist eine deutsche Schauspielerin.

## Leben und Werk
Kerstin Hilbig absolvierte ihre Ausbildung an der Schauspielschule von Margot Höpfner. Nach deren Abschluss 1984 hatte sie Festengagements am Jungen Theater in Bonn (1985 bis 1988) und dem Stuttgarter Theater der Altstadt (1988–1990). 1991 kehrte Hilbig als freie Schauspielerin in ihre Heimatstadt zurück und ist seitdem an vielen bekannten Hamburger Bühnen aufgetreten, so im Theater im Zimmer, in der Komödie Winterhuder Fährhaus, auf Kampnagel und häufig im Altonaer Theater. 1999 gastierte sie bei den Festspielen Heppenheim in Die kluge Närrin von Lope de Vega.
Im Theater im Zimmer war sie in den Stücken Der Geisterzug und Angst essen Seele auf zu sehen, im Altonaer Theater spielte sie u. a. in König Lear von William Shakespeare, Von Mäusen und Menschen von John Steinbeck, Die 12 Geschworenen von Reginald Rose oder Er ist wieder da nach dem Roman von Timur Vermes. In der Komödie Winterhuder Fährhaus gastierte Hilbig u. a. in Die Firma dankt und Frau Müller muss weg, beide von Lutz Hübner. Im Frühjahr 2015 stand sie im Winterhuder Fährhaus als Angela Merkel in dem satirischen Stück Mutti auf der Bühne.
Gelegentlich ist Kerstin Hilbig auch im Fernsehen zu sehen und spielte in Serien wie Großstadtrevier, Rote Rosen, Bella Block oder Stubbe – Von Fall zu Fall. Seit 1997 ist sie darüber hinaus in zahlreichen Hörspielproduktionen des NDR tätig.
Kerstin Hilbig lehrt daneben als Dozentin für Phonetik und Rezitation an einer Hamburger Schauspielschule. Sie lebt in Hamburg und ist Mutter einer erwachsenen Tochter.

## Auszeichnungen
- 2014: Rolf-Mares-Preis für ihre Darstellung der Fanny in Der Hässliche in der Komödie Winterhuder Fährhaus

## Filmografie
- 1994: Die Unbestechliche[1]
- 1995: Kreis der Angst
- 1999: Großstadtrevier – Angst
- 2000: Alphateam – Die Lebensretter im OP – Das Attentat
- 2000: Herzschlag – Das Ärzteteam Nord
- 2000: Großstadtrevier
- 2001: Die Rettungsflieger – Das Angebot
- 2012: Rote Rosen
- 2013: Bella Block: Angeklagt
- 2014: Stubbe – Von Fall zu Fall – Mordfall Maria

## Hörspiele (Auswahl)
- 1997: Dagmar Scharsich: Radieschen von unten – Regie: Corinne Frottier (NDR)